# Giuseppe Della Corte
Pour les articles homonymes, voir Della Corte.
Giuseppe Della Corte, né le 6 septembre 1992 à Acquaviva delle Fonti en Italie, est un joueur italien de volley-ball. Il mesure 1,97 m et joue réceptionneur-attaquant.

## Clubs
| Club                           | De        | À         |
| ------------------------------ | --------- | --------- |
| Club Italia Rome               | 2009-2010 | 2010-2011 |
| Fenice Volley Isernia          | 2011-2012 | 2011-2012 |
| Volley Potentino               | 2012-2013 | 2012-2013 |
| Sir Safety Pérouse             | 2013-2014 | 2013-2014 |
| Volley Tricolore Reggio Emilia | 2014-2015 |           |

## Palmarès
- Championnat d'Italie
  - Finaliste : 2014
- Coupe d'Italie
  - Finaliste : 2014